# داي وزيمرمان
داي آند زيمرمان شركة خاصة تعمل في مجالات البناء والهندسة وتوظيف الموظفين وتصنيع الذخيرة، وتدير أعمالها من خلال 150 موقعًا حول العالم. يقع مكتبها الرئيسي في فيلادلفيا ، بنسلفانيا.
تبلغ إيرادات شركة داي آند زيمرمان السنوية 2.5 مليار دولار أمريكي، وتُصنّفها مجلة فوربس كواحدة من أكبر الشركات الخاصة في الولايات المتحدة. تُعدّ الشركة من أبرز مُنتجي الذخيرة في أمريكا، وتُدير العديد من المنشآت الحكومية. في السنة المالية 2011، أبرمت الشركة 351 عقدًا مع الجيش الأمريكي بقيمة 151.8 مليون دولار أمريكي. 

## روابط خارجية
- الموقع الرسمي